# John Privitera
John Privitera (27 gennaio 1940) è un ex calciatore maltese, di ruolo difensore.

## Carriera

### Nazionale
Ha collezionato sette presenze con la propria Nazionale.

## Palmarès

### Individuale
- Calciatore maltese dell'anno: 1

1968-1969